# John Ørsted
John Ørsted Hansen (født 8. oktober 1938, død 29. august 2022 i Køge) var en dansk roer. Sammen med Erik Petersen, Kurt Helmudt og Bjørn Hasløv vandt han guldmedalje ved OL 1964 i Tokyo.

## Rokarriere
John Ørsted Hansen roede for Roforeningen Kvik, og kom i 1963 i båd som etter med Erik Petersen (toer), Kurt Helmudt (treer) og Bjørn Hasløv (stroke), efter at en otter var blevet splittet op; båden blev trænet af Poul Danning.
Båden viste sig første gang på den internationale scene, da den deltog i EM 1963 på hjemmebanen på Bagsværd Sø. Her lå båden i finalen i en klar vinderposition, men så knækkede Petersens åregaffel, og holdet måtte nøjes med en femteplads. Året efter var båden også på vinderkurs ved EM i Amsterdam, men denne gang var Ørsted uheldig at fange en 'ugle', så båden kortvarigt gik i stå, hvorpå holdet måtte se Vesttyskland gå forbi og vinde guld; danskerne fik dog sølv ved denne lejlighed.
Ved OL i Tokyo vandt den danske båd sit indledende heat og var derfor direkte kvalificeret til finalen. Her lå båden i første del af løbet på en andenplads efter en hollandsk båd. Denne båd kunne dog ikke holde tempoet, hvorpå danskerne kom i spidsen. Den var mod slutningen dog truet af den britiske og den amerikanske båd, men da danskerne mod slutningen satte spurten ind, holdt de briterne bag sig med en halv bådlængde og vandt i tiden 6.59,30 mod briternes 7.00,47 og amerikanernes 7.01,37. Ørsted, Helmudt, Hasløv og Petersen vandt dermed en af de to guldmedaljer, som Danmark vandt ved disse lege. Bådens præstation indbragte den hæder, idet Ekstra Bladet og B.T. begge ved årets afslutning udnævnte præstationen til årets bedste i dansk idræt.
Fireren holdt derpå pause i 1965, men vendte kortvarigt tilbage til eliten i 1966, hvor de vandt ved Henley Royal Regatta, inden Hasløv og Ørsted helligede sig deres civile karrierer.

## Videre karriere
Professionelt var John Ørsted vvs-mand.